# 阿雷西博信息
阿雷西博信息（英語：Arecibo Message），是於1974年11月16日向距離地球25,000光年的球狀星團M13，發送的無線電信息。該信息共有1,679個二進制數字，而且1,679這個數字只能由兩個質數相乘，因此只能把信息拆成73條橫列及23條直行，這是假設該信息的讀者會先將它排成一個長方形。如果把它排成23條直行，它會變成白色雜訊，相反如果把它排成73條橫列，便可排出圖中的一幅信息。

阿雷西博信息，顏色是用作分類，信息本身沒有任何顏色

阿雷西博信息，排成23條橫列的白色雜訊，此排法會造成外星人無法解讀

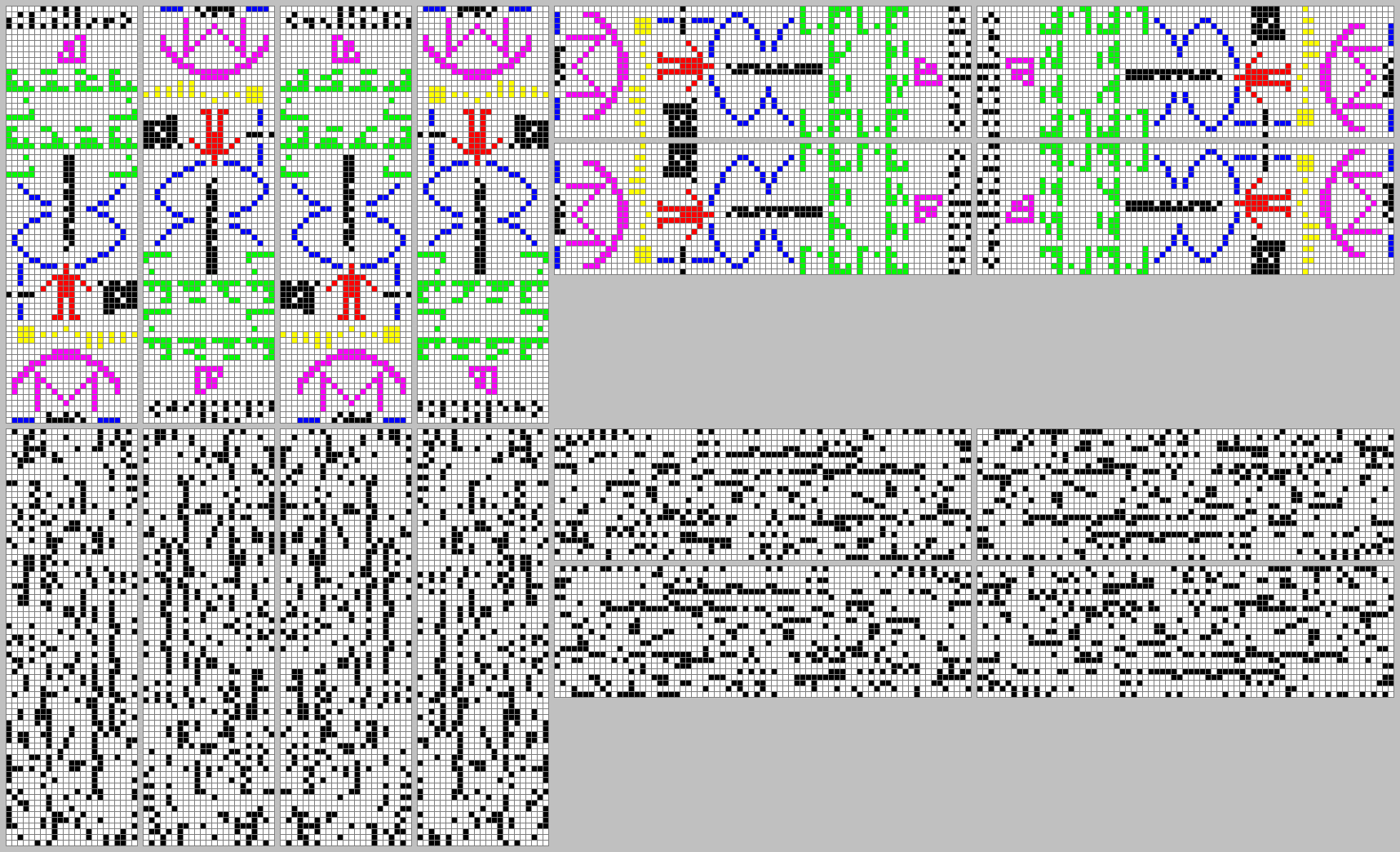
上面8個為外星人可解讀的格式，下面8個則無法解讀

## 信息解說

### 數字
```
1 2 3 4 5 6 7 8  9  10
-----------------------
0 0 0 1 1 1 1 00 00 00
0 1 1 0 0 1 1 00 00 10
1 0 1 0 1 0 1 01 11 01
* * * * * * * *  *  *  <- 定位標記
```

最上面四行是以二進制表示的數字，由左至右，分別代表1-10。
第三行第一列(十進位1的二進位001)為始，每行共三格(8、9、10為2×3格)，每格表一位元，進位由下而上再向右跳列，每個數字間隔一行。
第四行為定位用，分別位於第1、3、5、7、9、11、13、15、18、21行標記二進位數字的起始點。

### DNA元素
```
H C N O P
1 6 7 8 15
----------
0 0 0 1 1
0 1 1 0 1
0 1 1 0 1
1 0 1 0 1
* * * * *
```

上圖的淺紫色是代表人類DNA所包含的5种化學元素，以原子序數字來表示，由左至右分別為氫(1)、碳(6)、氮(7)、氧(8)和磷(15)。

### 核苷酸
```
7 5 0 1 0    4 5 5 0 0    5 5 2 2 0    7 5 0 1 0
---------    ---------    ---------    ---------
```

```
0 0 0 4 1                              0 0 0 4 1
---------                              ---------
```

```
7 5 0 1 0    4 4 3 1 0    4 5 5 1 0    7 5 0 1 0
---------    ---------    ---------    ---------
```

```
0 0 0 4 1                              0 0 0 4 1
---------                              ---------
```

綠色編碼代表人類DNA的基本结构，从上往下可分为4行。第1、3行从左到右各分为4个区块，每个区块代表DNA的三种组成部分之一：脱氧核糖和碱基；第2、4行从左到右仅包括两个区块，均代表DNA的另一种组成部分：磷酸盐。所有的区块都由5个数字组成，依序代表了上一段中5种化学元素的原子个数。同时，第1、3行中的碱基还体现了碱基配对规则。
第1行: 去氧核醣（Deoxyribose, C5OH7）、腺嘌呤（Adenine, C5H4N5）、胸腺嘧啶（Thymine, C5H5N2O2）、去氧核醣（Deoxyribose, C5OH7）
第2行: 磷酸鹽（Phosphate, PO4）、磷酸鹽（Phosphate, PO4）
第3行: 去氧核醣（Deoxyribose, C5OH7）、胞嘧啶（Cytosine, C4H4N3O）、鸟嘌呤（Guanine, C5H4N5O）、去氧核醣（Deoxyribose, C5OH7）
第4行: 磷酸鹽（Phosphate, PO4）、磷酸鹽（Phosphate, PO4）

### 雙螺旋
```
11
11
11
11
11
01
11
11
01
11
01
11
10
11
11
01
*
```

```
1111111111110111 1111101101011110（
二进制
） = 4,294,441,823（
十进制
）
```

上圖的藍色雙螺旋代表人類DNA的双螺旋形狀，中間的白條代表核苷酸的數量（当时的估算值约为4.3×109，现在测定的值为3.2×109）。

### 人類資料
```
        *011011
         111111
*0111    110111
         111011
         111111
         110000
```

```
1110（二进制） = 14（十进制）
```

```
000011 111111 110111 111011 111111 110110（二进制） = 4,292,853,750（十进制）
```

中間紅色的人代表男人的形態，左邊的圖案代表男人的平均身高（1764mm）为14倍本信息的波長（126mm）。右邊的白色圖案代表1974年全球的人口（4,292,853,750）。

### 星球
黃色部分代表太陽系各個星球，最左邊最大的图案代表太陽，然後是九大行星（八大行星和当时也被计为大行星的冥王星），其中第三位的地球被升高了一格，代表該信息是從地球發出，同时靠近人类形态图案表示人类生存于地球上。

### 望遠鏡
```
     100101
<--- 111110* --->
```

```
100101 111110（二进制） = 2,430（十进制）
```

最后的淺紫色圖案代表其阿雷西博射電望遠鏡，上方为镜面形状和訊号反射示意图。下面指示出其口徑（306.18米）为2430倍本訊息的波長。

## 外部連結
- 阿雷西博天文台 (英語)
- ufo.org.tw 2001的麥田外星訊息與阿里次波信號比較